# Stephen Sinclair
Stephen Sinclair (...) è un commediografo, sceneggiatore e scrittore neozelandese.
Come commediografo è coautore della commedia teatrale Ladies Night, la cui versione in lingua francese vinse nel 2001 il Premio Molière come miglior commedia dell'anno.
Come sceneggiatore ha collaborato con Peter Jackson e Frances Walsh nella stesura della sceneggiatura di diversi film, in particolare Meet the Feebles, Splatters - Gli schizzacervelli (vincitore ai New Zealand Film and Television Awards nel 1993 nella categoria "Best Screenplay") e Il Signore degli Anelli - Le due torri (vincitore ai Phoenix Film Critics Society Awards nella categoria "Best Screenplay" e nel Premio Nebula nel 2004 nella categoria "Best Script"). Ha inoltre scritto e diretto il film Russian Snark, proiettato per la prima volta al New Zealand Film Festival del 2010 ad Auckland e candidato per 6 riconoscimenti ai Qantas Film and Television Awards dello stesso anno (tra cui quello per la miglior regia).
Come scrittore è autore dei romanzi Thief of Colours (Penguin Books, 1995) e Dread (Spineless Press, 2000) e di un libro di poesie, The Dwarf and the Stripper (2003).